# Liparis florae
Liparis florae és una espècie de peix pertanyent a la família dels lipàrids.

## Descripció
- Fa 18,3 cm de llargària màxima.
- Nombre de vèrtebres: 39-40.[6][7]

## Hàbitat
És un peix marí, demersal i de clima temperat.

## Distribució geogràfica
Es troba des de les costes del mar de Bering a Alaska fins a Point Conception (sud de Califòrnia, els Estats Units).

## Observacions
És inofensiu per als humans.